# Paakitsoq vandkraftværk
Paakitsoq vandkraftværk er et vandkraftværk beliggende 45 km fra Ilulissat på Grønland. Kraftværket, der ejes af Nukissiorfiit, leverer strøm til Ilulissat og blev officielt indviet den 6. september 2013.
Kraftværkets reservoir udgøres af to søer, der ligger i 233, hhv. 187 meters højde, og som får en stor del af deres vand fra indlandsisen. Kraftværket selv ligger lidt over havets overflade, men inde i fjeldet og forbundet med en 320 meter lang adgangstunnel.

## Eksterne links
- Prækvalifikation til vandkraftværk ved Ilulissat - byensejendom.dk 7. april 2009
- Koncession Arkiveret 2. april 2015 hos  Wayback Machine til Pihl & Søn - Inatsisartut 1. februar 2010
- Sådan får Grønland energi fra smeltevand - Ingeniøren 6. marts 2010
- Sejl og se vandkraftværket i Paakitsoq - KNR 15. juli 2011
- Nukissiorfiit er ved at opføre et nyt vandkraftværk i Ilulissat Arkiveret 2. april 2015 hos  Wayback Machine - greenlandtoday.com marts 2012
- Nyt vandkraftværk i Paakitsoq tiltrak folk Arkiveret 2. april 2015 hos  Wayback Machine 31. juli 2012
- Ilulissat vandkraftværk - The big blast 30.09.2012 - Youtube
- Vandkraft på vej til Ilulissat - KNR 1. oktober 2012
- Grøn energi til Ilulissat om få dage - KNR 27. oktober 2012
- Miljøvenlig strøm taget i brug i Ilulissat - KNR 30. oktober 2012
- Ren bæredygtig energi til Grønland - ABB 2. juli 2013
- Endnu en milepæl – sprængningen af seks km tunneler vel afsluttet Arkiveret 2. april 2015 hos  Wayback Machine - Nukissiorfiit 15. august 2013
- Verdens første underjordiske vandkraftværk i permafrost åbner i dag (Webside ikke længere tilgængelig) - Niras 6. september 2013
- Paakitsoq er nu officielt indviet Arkiveret 2. april 2015 hos  Wayback Machine - Nukissiorfiit 6. september 2013
- Nu bruser vandet igennem verdens første kraftværk anlagt under permafrosten - Ingeniøren 6. september 2013
- Paakitsoq åbner Arkiveret 2. april 2015 hos  Wayback Machine - Naalakkersuisut 7. september 2013
- Ny garanti for Paakitsoq vandkraftværk - KNR 20. september 2013
- Paakitsoq og vandkraftens historie i Grønland Arkiveret 4. marts 2016 hos  Wayback Machine - Nukissiorfiit

69°28′49″N 50°17′50″V / 69.4803°N 50.2971°V